# Andrómeda (Poynter)
Andrómeda es un cuadro del pintor Edward Poynter, realizado en 1869. Representa al personaje mitológico al que hacen referencia Apolodoro y Ovidio.

## Relato mitológico
Habiendo presumido de ser tan bella como las nereidas, la madre de Andrómeda, Casiopea, provocó la furia de Poseidón, que decidió inundar la Tierra y enviar al monstruo marino Ceto para que acabase con los hombres y con el ganado. Cefeo, el padre de Andrómeda, sabía por el oráculo de Amón cuál era la única solución: casar a su hija con el monstruo. Para ello, la dejó únicamente vestida con unas joyas y encadenada a una roca.
Perseo, que tras matar a Medusa había recibido como obsequio de las Náyades unas sandalias aladas, la vio encadenada y se enamoró de ella. Después de pedir la mano de la joven a cambio de acabar con el monstruo, Perseo, con la cabeza de Medusa -que convertía en piedra a quién la mirara-, acabó con Ceto y lo convirtió en un coral.
Es un tema representado en el arte por artistas como Giorgio Vasari y Rembrandt.